# Флорентійська трагедія
«Флорентійська трагедія» (англ. A Florentine Tragedy) — «фрагмент» п'єси ірландського письменника Оскара Вайлда. Твір написано між груднем 1893 року та березнем 1895 року. 12 січня 1906 року п'єсу вперше поставлено на театральній сцені у Берліні. Цього ж року п'єсу поставили для англійських глядачів в Ковент Гардені (постановка містила вступну сцену, яку написав Т. Стердж Мур).
П'єса починається раптово, тому Роберт Росс, після смерті Вайлда, підготував цей твір до друку та назвав його уривком (англ. a fragment). Проте, цей начебто «фрагмент», фактично, цілком закінчений твір.

## Сюжет
Сімоне — багатий флорентійський купець XVI ст. — зненацька застає свою дружину Бянку в обіймах місцевого принца Ґвідо Барді. Після вдаваної гостинності, Сімоне викликає непроханого гостя на дуель, обеззброює і задушує його. Впевнившись, що принц помер, купець каже: «Тепер її черга». Ми очікуємо, що він уб'є й свою невірну дружину, але п'єса закінчується неочікуваним переломом:
```
Сімоне піднімається і дивиться на Бянку. Вона підходить до нього у захваті та простягає руки

Бянка
: Чому ти не казав мені, що ти такий сильний?

Сімоне
: Чому ти не казала мені, що ти така гарна? (Цілує її в уста)
```

## Переклад українською
«Флорентійська трагедія», О. Вайлд, переклад з англійської Михайла Жука (1923).